# Částice alfa
Jako částice alfa (označuje se symbolem α nebo He2+) se v částicové fyzice označuje jádro helia tvořené dvěma protony a dvěma neutrony. Proud částic alfa se nazývá záření alfa a jedná se o ionizující záření vznikající při jaderných reakcích.
Částice alfa je tvořena atomem – nejběžnějším izotopem helium-4, z něhož byl odstraněn elektronový obal a je tedy kladně nabitá s elektrickým nábojem +2e. Nuklid vzniklý rozpadem alfa má z důvodu zachování nukleonového čísla a elektrického náboje protonové číslo o 2 nižší, je tedy v periodické soustavě prvků posunut, vzhledem k původnímu jádru, o dvě místa vlevo.

## Vlastnosti
Vzhledem k velikosti částic alfa záření jde o nejslabší druh jaderného záření, který může být odstíněn i listem papíru.
Alfa částice se pohybují poměrně pomalu a mají malou pronikavost, ale zato mají silné ionizační účinky na okolí.
Protonové i neutronové číslo α částice je rovno 2.
Alfa částice sehrála důležitou úlohu při Rutherfordových experimentech, které vedly ke vzniku planetárního modelu atomu, což významně ovlivnilo znalosti o struktuře atomu.
Z hlediska působení na člověka se dělí na vnější a vnitřní.
Vnější záření alfa je považováno za neškodné, neboť je pohlceno kožními buňkami dlaždicového epitelu, díky čemuž je znemožněn účinek na buňky, které se mohou dělit.
Vnitřním zářením je naopak myšleno působení na části organismu, které nejsou kryté kůží, jako například plíce. Zde může alfa záření poškodit DNA, díky čemuž se buňka může začít nekontrolovaně dělit. Následně dochází ke vzniku rakoviny.
Zdroji alfa záření mohou být různé prvky a látky pevného, kapalného i plynného skupenství. Z prvků v pevném skupenství se jedná například o uran či radium, v plynném můžeme zmínit velice známého zástupce radon, který se shromažďuje ve špatně větraných prostorách, jako jsou doly, jeskyně, či domácnosti. Jelikož zde může radon zvyšovat pravděpodobnost výskytu rakoviny, je jeho hodnota kontrolována v průběhu vyřizování stavebního povolení.
Vlastnosti Alfa záření jsou využívány také k léčení. Jeho působení v určitých dávkách aktivuje obranné mechanismy buněk, případně nastartuje proces vedoucí k jejich zániku. V České republice je možné využít například léčebné lázně v Jáchymově.

## Vznik
Radioaktivní přeměna alfa představuje přeměnu izotopu těžkého prvku doprovázenou emisí částice alfa a uvolněním energie odpovídající hmotnostnímu úbytku v systému. Obecný zápis přeměny alfa je:
{\displaystyle {}_{Z}^{A}\mathrm {X} \to {}_{Z-2}^{A-4}\mathrm {Y} +{}_{2}^{4}\mathrm {He} +\Delta E}.
- X a Y jsou jádra izotopů před a po přeměně alfa
- E je energetický výtěžek z jedné přeměny ve formě kinetické energie částice alfa a v malé míře také kinetické energie vzniklého jádra (v souladu se zákonem zachování hybnosti).

Příklad:
{\displaystyle {}_{88}^{226}\mathrm {Ra} \to {}_{86}^{222}\mathrm {Rn} +{}_{2}^{4}\mathrm {He} +\Delta E}
Vzhledem ke kladné hodnotě E se nabízí otázka, proč se během krátké doby nerozpadnou všechna jádra uvažovaného izotopu.
Je to dáno výškou potenciálové bariéry, která je vyšší, než je celková energie částice alfa. Podle klasické fyziky by částice neměla opustit nikdy jádro. Výška potenciálové bariéry je definována přitažlivou jadernou silou a odpudivou elektromagnetickou interakcí.
Rozpad alfa je ale ve skutečnosti výsledkem tunelování potenciálové bariéry. Tunelovaní je extrémně nepravděpodobný jev.
Pro představu jak funguje vznik alfa částice si zvolme jako příklad jádro uranu 238U , ve kterém se alfa částice vytvoří uvnitř jádra předtím než z jádra unikne. Ve skutečnosti je tento proces mnohem složitější.
Poločas rozpadu 238U je velmi dlouhý, což vyplývá z faktu, že potenciálová bariéra je velice „neprostupná“. Částice alfa, pohybující se uvnitř jádra, musí narazit na vnitřní stěnu bariéry v průměru přibližně 1038krát, než se jí podaří uniknout tunelováním. Toto číslo odpovídá 1021 nárazům za sekundu po dobu 4×109 let.
Zaznamenatelné jsou ale pouze částice kterým se podaří uniknout.

Alfa rozpad americia-241, vzniká neptunium-237

Při alfa rozpadu se z jádra atomu uvolní společně dva neutrony a dva protony. Tato alfa částice se začne pohybovat od mateřského jádra.
Částice alfa jsou vyzařovány některými radioaktivními jádry atomů, tzv. alfa-zářiči.
Počáteční rychlost (a tedy i energie) uvolňovaných částic alfa je charakteristická pro každý izotop. Pokud na částice záření působí elektrické nebo magnetické pole, lze tuto rychlost určit a tak konkrétní izotop detekovat. Z technických důvodů se užívá magnetické pole a výsledku měření se říká magnetické spektrum.

## Historie objevu
Počátkem roku 1896 se Henri Becquerel dozvěděl o Röntgenově objevu záření. Inspirován tímto objevem, vzápětí pozoroval sám zčernání fotografické desky, na níž je položena nádoba se solí uranu. Svůj objev zveřejnil 2. března 1896 na zasedání pařížské Akademie. Postupnými pokusy vyvrátil hypotézu, že se jedná o druh fluorescence soli a dokázal, že záření způsobuje kovový uran (přednesl 18. 5. 1896).
Po objeviteli bylo tenkrát záření pojmenováno Becquerelovy paprsky. O dva roky později učinili objev stejného záření thoria G. C. Schmidt v Německu a s malým zpožděním nezávisle Marie Curie ve Francii. Důkaz toho, že Becquerelovy paprsky jsou jádra hélia podal v roce 1908 Ernest Rutherford. Uranová sůl byla zatavená ve speciální velmi tenké kapiláře (aby sklo hélium nepohltilo) a uzavřena ve vakuové baňce. Po několika dnech byly v baňce spektroskopicky detekovány stopy hélia.